# プリンセス関西
プリンセス関西（プリンセスかんさい）は、関西の女性を対象としたミスコンテスト。

## 概要

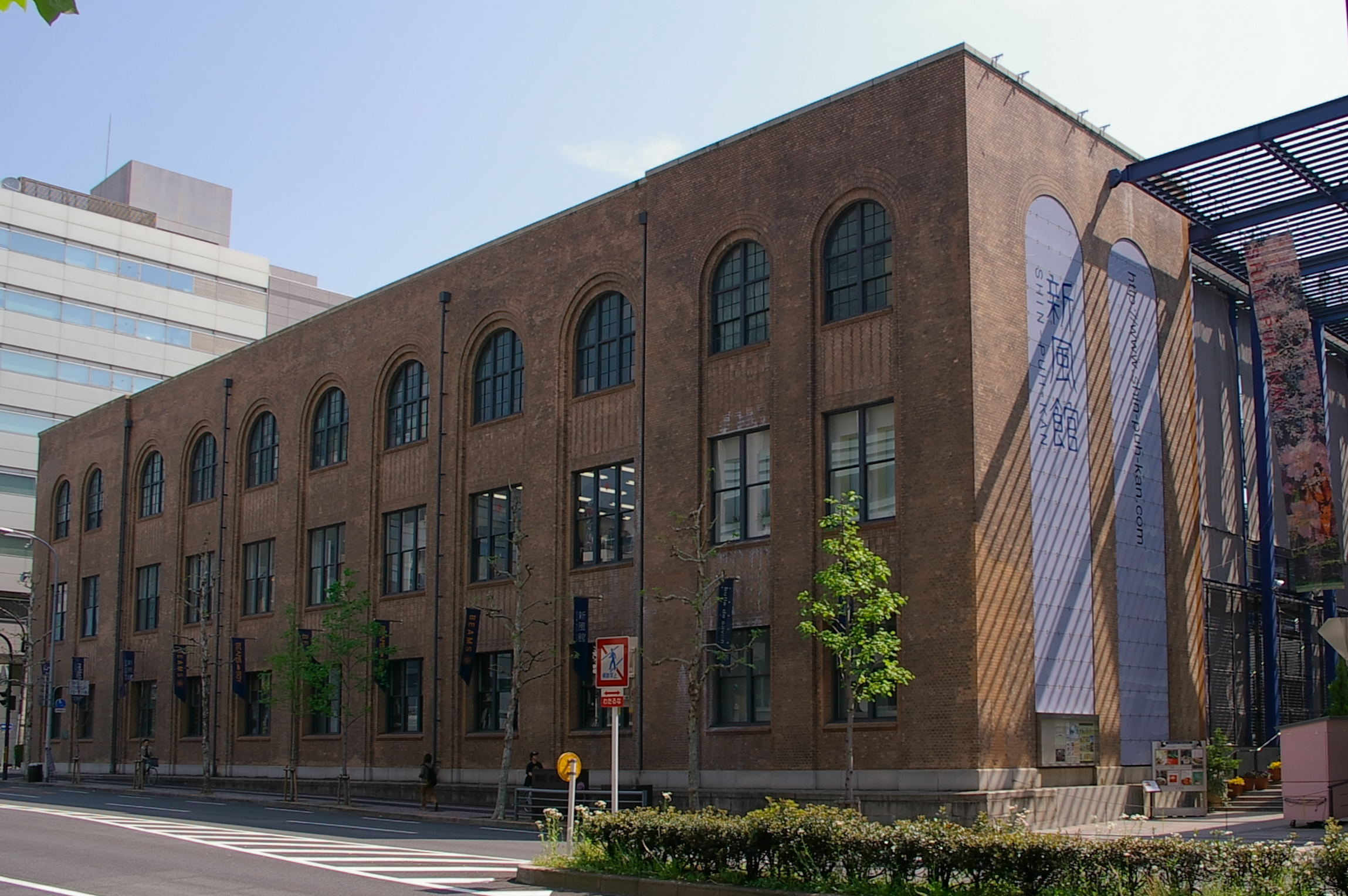
2007年大会の会場となった新風館（京都市中京区）

関西の女性を対象としたミス・コンテストである。通称『プリカン』。当時の現役大学生らが創設し、2007年から毎年開催されている。発足当初は女子大生のみを対象としていたが、2010年より社会人や高校生のエントリーも可能になり、応募資格が年齢制限（15歳以上30歳未満）のみとなった。
2010年以降は全国展開を掲げ、関西以外の地域でも開催されるようになった（プリンセス東京、プリンセス名古屋）。それに伴い、2011年に関西地区のミスコン（プリンセス関西）をプリンセス大阪へ名称変更し、全国展開している各ミスコンを含めた総称として「プリカン」の名称を引き続き使用している。

## 表彰項目
- グランプリ
- 準グランプリ
- 特別賞
- PV賞
- スポンサー賞

## 過去出場者

### 2007年
- 青山郁代（グランプリ、女優）[3][4]
- 三好由佳（準グランプリ）
- 小平舞（特別賞、現在「koppy」名義。タレント、漫画家）[5]
- 山村紘未（ファイナリスト、モデル）
- 辻本梨恵（ファイナリスト、作曲家）
- 津田麻莉奈（ファイナリスト、アイドル）
- 吉村優（ファイナリスト、元秋田放送アナウンサー）
- 築山可奈（ファイナリスト、タレント）

### 2008年
- 松尾亜衣（グランプリ）
- 今田果奈（準グランプリ、CA）[6]
- 深谷江里子（GIZA studio賞、現在「株式会社Gunosy」マーケティング本部在籍）[7]
- 今村仁美（PV賞、モデル）
- 今吉めぐみ（ファイナリスト、アイドル）
- 吉田真葉（ファイナリスト）

### 2009年
- 齋藤理沙（グランプリ）
- 西村渚（準グランプリ）
- 高崎沙織（ファイナリスト）
- 河村真代（ファイナリスト）

### 2010年
- 杉絵理子（グランプリ）
- 津田亜矢子（準グランプリ）
- 鴨池彩乃（特別賞＆PV賞）
- 清水沙也佳（CASEMAN賞）[8]
- 木村夏実（ソフトコミュニケーションズ賞）
- 谷口紗知代（ファイナリスト、アイドル）

## 過去に出演したゲスト
- 2010年 - トリンドル玲奈
- 2009年 - 磯山さやか、土岐田麗子、天津 (お笑い)
- 2008年 - 奥田順子、ダイノジ、ガリガリガリクソン
- 2007年 - 芦田ないる

## メディアへの露出
関西系のテレビ、雑誌などによく出演している。

### TV
- 「ロンドンハーツ」 (EX)
- 「KTVニュース」 (KTV)
- 「くるくるリクエスト」 (MusicJapanTV)
- 「DRESS」 (MBS)
- 「よゐこ部」 (MBS)
- 「よしもとサイエンスツアー」 (MBS)
- 「麒麟の部屋」(MBS)
- 「MU-GEN」（チバテレ）
- 「チュートリアルのチューして!」 (KTV)
- 「鉄筋base」 (KTV)
- 「チュートリアル×ブラックマヨネーズ　天下取り宣言2011」 (KTV)[9]

### 雑誌
- 「JJ (雑誌)」（光文社）
- 「FLASH」（光文社）
- 「週刊プレイボーイ」（集英社）

### 映画
映画とのタイアップや試写会がたびたび行われている。
- 「ハンサム★スーツ」
- 「THE 4TH KIND フォース・カインド」
- 「プリンセスと魔法のキス」[10]

### イベント
- 「ビールデンウィーク2009」※ 現「東京ビアパラダイス2010」
- 「Girls Open Mode」（Music Japan TV）

## 公式テーマソング
- 「現在進行形」（2008年、宇浦冴香）[11][12]
- 「Step up again」（2009年、白石乃梨）

## 備考
- 受賞者には同志社大学の出身者が多い[13]。